# Războiul din Afganistan (1979-1989)
Războiul afgano-sovietic a durat nouă ani. Forțele afgane implicate au fost Partidul Popular Democrat din Afganistan, de orientare marxistă, susținut de către forțele sovietice, care au luptat contra rebelilor islamiști mujahedini. Rebelii au fost susținuți de mai multe țări, printre care și Statele Unite ale Americii, Arabia Saudită, Pakistan și alte state musulmane, în contextul politic internațional al Războiului Rece.
Desfășurarea de trupe militare sovietice a început în 24 decembrie 1979. Ultimele trupe sovietice au fost retrase din Afganistan între 15 mai 1988 și 15 februarie 1989. Datorită costului mare și inutilității politice finale ale acestui conflict militar, războiul din Afganistan a fost, deseori, asemănat cu cel de-al doilea război din Indochina, americano-nord-vietnamez. 
În jur de 12.500 de locuitori ai RSSM-ului au slujit în armata sovietică, pe timpul războiului, din care 301 au murit pe timpul misiunilor. 
Sindicatul Veteranilor Războiului din Afganistan al Republicii Moldova se preocupă cu bunăstarea veteranilor de război.  După 2001, prin decizie a guvernului moldovean, 15 februarie e ziua când sunt comemorați aceia care au pierit în conflictul din Afganistan de la acea vreme.  Ceremonia de bază se desfășoară la monumentul "Fiii Patriei – Amintire Eternă".  